# Bistum Manga
Das Bistum Manga (lateinisch Dioecesis Mangana, französisch Diocèse de Manga) ist eine in Burkina Faso gelegene römisch-katholische Diözese mit Sitz in Manga.
Sein Gebiet umfasst die Region Centre-Sud mit den Provinzen Boulgou, Bazèga und Zoundwéogo sowie die Provinz Nahouri in der Region Centre-Est. Außer der Dompfarrei in Manga (Provinz Zoundwéogo) bestehen Pfarreien in Kombissiri und Toécé (Bazèga), Zabré (Boulgou), Pô (Nahouri) sowie Gogo und Gomboussougou (Zoundwéogo).

## Geschichte
Das Bistum Manga wurde am 2. Januar 1997 durch Papst Johannes Paul II. mit der Apostolischen Konstitution De cunctis aus Gebietsabtretungen des Bistums Koupéla und des Erzbistums Ouagadougou errichtet. Es wurde dem Erzbistum Ouagadougou als Suffraganbistum unterstellt.

## Bischöfe von Manga
- Wenceslas Compaoré, 1997–2010
- Gabriel Sayaogo, 2010–2019
- Médard Léopold Ouédraogo, seit 2022